# 篠崎運送倉庫
株式会社篠崎運送倉庫（しのざきうんそうそうこ 英: Shinozaki Transportation Warehouse Co., Ltd.）は、埼玉県鴻巣市に本社を置く日本の物流企業である。

## 概要
1969年（昭和44年）に埼玉県北埼玉郡川里村（現・鴻巣市）で、篠﨑磯次郎が有限会社篠崎運送として創業。現在は主に倉庫業、一般貨物自動車運送事業、貨物利用運送事業、不動産賃貸業等を展開している。
埼玉県内に6か所の倉庫を有し、それぞれ常温倉庫、定温倉庫、除湿倉庫、危険品倉庫など、多種多様な倉庫を備え、総面積は延20,000坪におよぶ。玄米・小麦・大豆など米穀や農産物の物流に強く、他にも香辛料、飲料、日用雑貨、アパレル品に至るまで様々な物品を取り扱っている。また、グループ全体で約100台の車両を保有しており、自社の車両を活用した倉庫保管から輸送までワンストップでの対応を可能にしている。
関連会社に株式会社太章興産（自動車整備業）、株式会社ウイングス（人材派遣業）がある。

## 沿革
- 1968年12月 - 運輸省（現・国土交通省）運送免許取得
- 1969年
  - 1月 - 会社設立、資本金400万円にて有限会社篠崎運送を設立
  - 3月 - 営業開始
- 1971年
  - 4月 - 第一倉庫（現・行田北倉庫）開設
  - 5月 - 倉庫業政府許可取得
  - 6月 - 有限会社篠崎運送倉庫と称号を変更
- 1974年
  - 2月 - 資本金430万円増資、計860万円とする
  - 12月 - 株式会社篠崎運送倉庫と商号を変更
- 1976年8月 - 車輌整備工場（現・太章興産）開設
- 1978年
  - 10月 - 第三倉庫（現・行田南倉庫）開設
  - 12月 - 資本金430万円増資、計1,290万円とする
- 1983年4月 - 自動車運送取扱業取得
- 1986年
  - 2月 - コンピューター導入
  - 11月 - 第五倉庫（現・行田中央倉庫）開設
- 1987年
  - 2月 - 資本金1,065万円増資、計3,000万円とする
  - 8月 - 倉庫証券発行許可取得
- 1989年9月 - 久喜センター開設
- 1990年1月 - 資本金1,500万円増資、計4,500万円とする
- 1991年1月 - 本社倉庫（現・鴻巣物流センター）開設
- 1996年7月 - 資本金1,000万円増資、計5,500万円とする
- 1997年5月 - 本社事務所移転開設
- 2000年9月 - 騎西配送センター（現 加須物流センター）開設
- 2006年
  - 1月 - 資本金4,000万円増資、計9,500万円とする
  - 4月 - 行田物流センター開設
- 2014年6月 - 加須太陽光発電所開設、稼働開始
- 2016年4月 - 東北営業所開設
- 2017年3月 - 岩手支店開設
- 2022年8月 - 行田第二物流センター開設
- 2023年
  - 6月 - 木造定温倉庫1号棟（岩手支店内）が竣工
  - 9月 - 木造定温倉庫2号棟（行田物流センター内）が竣工
- 2024年7月 - 東北営業所を岩手支店へ統合

## 拠点所在地
- 行田北倉庫 - 埼玉県行田市若小玉1531-2
- 行田南倉庫 - 埼玉県行田市野1323-1
- 行田中央倉庫 - 埼玉県行田市長野3-8-16
- 鴻巣物流センター - 埼玉県鴻巣市赤城台173-9
- 加須物流センター - 埼玉県加須市西ノ谷803-1
- 行田物流センター - 埼玉県行田市長野5-9-1
- 行田第二物流センター - 埼玉県行田市野神殿1584-8（関東総合輸送㈱ 1号棟内）
- 岩手支店 - 岩手県北上市流通センター15-1-27